# Then
"Then" é uma canção da cantora e compositora inglesa Anne-Marie. Ela foi lançada em 15 de dezembro de 2017 como o quarto single do seu álbum de estréia, Speak Your Mind (2018).

## Composição
"Then" está na chave de D menor e se move em um tempo de 113 batidas por minuto em uma assinatura de tempo de 4/4. É descrita como uma música de ritmo intermediário em que Anne-Marie "evoca nostalgicamente suas diferentes histórias de amor, repetindo incansavelmente 'eu te amei' falando sobre seus ex-namorados". A música foi comparada à música dos Vaults. "One Last Night", devido a corda arrancando a instrumentação da música.

## Fundo e lançamento
No dia 13 de dezembro de 2017, Marie fez uma postagem misteriosa em sua conta oficial no Facebook, com um vídeo sem som com uma foto sua ao fundo e com as inicias do seu nome (sua marca registrada em todas as capas dos seus singles), anunciando que iria lançar uma melodia em especial para os seus fãs, como um presente de natal. Dois dias depois, no dia 15 de dezembro de 2017, eis que Marie revela sua surpresa de natal para seus fãs, lançando assim então "Then".
O áudio oficial da faixa foi liberado em seu canal oficial no YouTube no dia 15 de dezembro de 2017. No dia 23 de dezembro de 2017 foi liberado o lyric vídeo da faixa.

## Recepção crítica
Mike Waas do Idolator citou "Then" como "a melhor canção do ano".

## Lista de faixas
| Digital download |        |                                                                   |              |         |  |
| N.º              | Título | Compositor(es)                                                    | Produtor(es) | Duração |  |
| 1.               | "Then" | Anne-Marie Rose Nicholson Ina Christine Wroldsen Steve McCutcheon | Steve Mac    | 3:34    |  |

## Créditos
Adaptado a partir do TIDAL.
- Anne-Marie Nicholson – composição, vocal
- Ina Wroldsen – composição
- Steve Mac – composição, produção, teclado
- Stuart Hawkes – mestre em engenharia
- Dann Pursey – engenharia
- Chris Leis – engenharia, bateria
- Michael Freeman – mix de engenharia de assistência
- João Paricelli – guitarra
- Mark "Spike" Stent – mixagem

## Desempenho nas tabelas musicais
| País          | Tabela musical (2017-18) | Melhor posição |
| ------------- | ------------------------ | -------------- |
| Países Baixos | Tipparade                | 15             |
| Reino Unido   | UK Singles Chart         | 87             |

## Histórico de lançamento
| Região | Data De Lançamento     | Formato                    | Ref.          |
| ------ | ---------------------- | -------------------------- | ------------- |
| Mundo  | 15 de dezembro de 2017 | Download digital streaming | [ 11 ] [ 15 ] |